# François Pottier
François Pottier, né le 9 mars 1726 à Saint-Hippolyte (Indre-et-Loire, France) et mort le 28 septembre 1792 à Chongqingzhou (Sichuan, Chine), était un prêtre missionnaire catholique français des Missions étrangères de Paris et vicaire apostolique du Setchoan (aujourd'hui diocèse de Chengdu) entre 1767 et 1792.

## Biographie

### Formation
Né à Saint-Hippolyte, en Touraine, François Pottier fit ses études classiques à Loches. En 1748, à 22 ans, il entre au séminaire du Saint-Esprit à Paris, et entreprend des études de théologie. Il entre comme diacre au séminaire des Missions étrangères de Paris (MEP) en mai 1753.

### Missionnaire en Chine
Ayant obtenu l'autorisation d'aller voir sa famille en Touraine, il fut ordonné prêtre à Tours le 22 septembre 1753, et partit pour la Chine impériale le 27 octobre 1754. Il s'embarqua à Lorient dès le 29 novembre, mais à cause des vents contraires, le vaisseau ne leva l'ancre que le 30 décembre. Il arriva au Setchoan (aujourd'hui Sichuan) en 1756 à l'âge de 30 ans. Dès le début de sa carrière il écrivit ces mots : 
« Dieu sait qu'en prenant le parti des missions, je n'ai jamais eu en vue que ma propre sanctification, le salut de tant d'âmes qui périssent faute de ministres, et avant tout sa sainte gloire ; c'est pourquoi, quelque chose qui arrive, je tâcherai de soumettre ma volonté à la sienne. Dans cette résolution, je ne crains ni la mort, ni les persécutions, ni les prisons, ni les tourments, ni l'exil ; je ne crains autre chose, sinon que de ne pas soutenir ma vocation par mes bonnes œuvres, et d'éloigner de moi les secours et les grâces que Dieu destine et attache à un pareil état ».
 La mission du Setchoan comptait à cette époque de 5 000 à 6 000 chrétiens dispersés dans toute la province. Elle était administrée par deux prêtres chinois, et ne possédait d'autre missionnaire européen que Pottier. La prédication de l'Évangile était interdite dans cette province comme dans tout l'empire du Milieu.
Le jeune missionnaire étudia la langue chinoise à Taopa, et se fit remarquer par beaucoup de prudence et de zèle. Dès 1756, il fut nommé vicaire par Mgr Reymond, évêque élu de Cinne, et vicaire apostolique du Setchoan. Il fit, de 1757 à 1760, la visite d'une partie des chrétiens de la mission, et une expédition au Kouy-tcheou.
Arrêté en 1760 comme prédicateur de la religion chrétienne, il supporta courageusement la torture des pieds, et demeura prisonnier à Tchong-king pendant plusieurs mois. Renvoyé à Canton, il s'échappa en route, revint dans sa mission, « guéri, écrit-il, de son enflure aux jambes depuis qu'il a subi la torture ». Il reprit aussitôt le cours de ses travaux.

### Vicaire apostolique du Setchoan
Le 24 janvier 1767, il fut nommé évêque d'Agathopolis (de) et vicaire apostolique du Setchoan. Forcé par la persécution de fuir au Chen-si, il fut sacré à Si-gan le 10 septembre 1769. Depuis 1766, il avait reçu de France quelques collaborateurs pour la mission : Falconet, Alary, Gleyo. Jean-Didier de Saint-Martin, Jean-Martin Moyë, Gabriel-Taurin Dufresse, et Étienne Devaut vinrent s'y adjoindre. Il installa une nouvelle résidence à Tchen-tou, un hospice de lépreux près de cette ville, fit établir un séminaire successivement à Long-ki (Yunnan) et à Lo-lang-keou (Setchoan), et excita le zèle des baptiseurs des enfants de païens. Il encouragea, avec la modération qui fut la caractéristique de son gouvernement, plusieurs œuvres entreprises par ses missionnaires, entre autres l'Institution des Vierges chrétiennes, et la fondation des écoles de filles par l'abbé Jean-Martin Moyë. 
En 1784, le 13 juin, il sacra son évêque coadjuteur, Mgr Jean-Didier de Saint-Martin, qui, malheureusement, fut arrêté l'année suivante, ainsi que plusieurs missionnaires du Setchoan, et emprisonné d'abord à Tchen-tou, puis à Pékin, et enfin exilé de Chine où il ne rentra qu'en 1789. Pendant ce temps, l'évêque continua d'administrer activement sa mission et de visiter un certain nombre de districts. Il reçut du Pape Pie VI un bref d'éloges Summo doloris, daté du 24 mars 1787.
Il mourut le 28 septembre 1792, dans une maison de chrétiens située à 12 kilomètres de la ville de Tsong-king tcheou, et fut enterré dans le cimetière Fong-ouan-chan, à environ 5 kilomètres de la porte septentrionale de Tchen-tou.

## Œuvres apostoliques
Le nombre des baptêmes d'adultes pendant son épiscopat fut de plus de 11 000, et celui des baptêmes d'enfants dépassa 80000 ; la population catholique monta à près de 25 000. Il ordonna, ou fit ordonner par son coadjuteur, 15 prêtres indigènes.
On a de lui certains mots qui méritent d'être cités : « Plus la barque périclite, plus il faut ramer », disait-il au moment où la persécution lui enlevait son coadjuteur et trois missionnaires. À la fin de sa vie si bien remplie, son humilité lui dictait ces paroles, qu'il répétait souvent : « Demandez à Dieu qu'il use de miséricorde envers moi ; autrement, je suis un homme perdu ».

Ses missionnaires ont tracé de lui le plus édifiant portrait : 
« Je n'ai jamais rencontré dans un seul homme tant de simplicité et tant de grandeur, écrit Jean-Didier de Saint-Martin ; il est vêtu comme le commun du peuple ; il est toujours en courses pour les missions, il fera quelquefois trois journées de chemin pour un seul malade. C'est un homme admirable pour tout : il est d'une simplicité et d'une humilité qui me couvrent de confusion toutes les fois que je le vois ; il laisse la liberté de tout dire, et il croit être le plus ignorant des missionnaires. Certainement, je changerais bien quatre têtes comme la mienne contre la moitié de la sienne, toute fatiguée qu'elle est. Il travaille toujours avec un zèle infatigable ; il prêchera trois fois par jour, cela ne lui coûte rien ».
 Voici l'appréciation du vénérable Jean-Martin Moyë : 
« C'est un véritable cœur d'or, quoiqu'on puisse dire qu'il porte une crosse de bois. Il mène une vie apostolique ; il pratique la pauvreté, l'humilité, la patience, la charité, et il a fait des travaux immenses ».
 Ce n'est pas sans raison que son biographe lui a donné le titre de fondateur de la mission du Setchoan ; s'il n'en a pas été le premier missionnaire et le premier évêque, il l'a notablement développée, organisée, et affermie.

## Sources
- Institut de recherche France-Asie
- (en) Catholic-Hierarchy
- (en) Catholic Hierarchy in China since 1307

### Lectures complémentaires
- Léonide Guiot, La Mission du Su-Tchuen au XVIIIme siècle : Vie et Apostolat de Mgr Pottier, son fondateur, Paris, Téqui Libraire-Éditeur, 1892 (lire en ligne).